# Ingénue

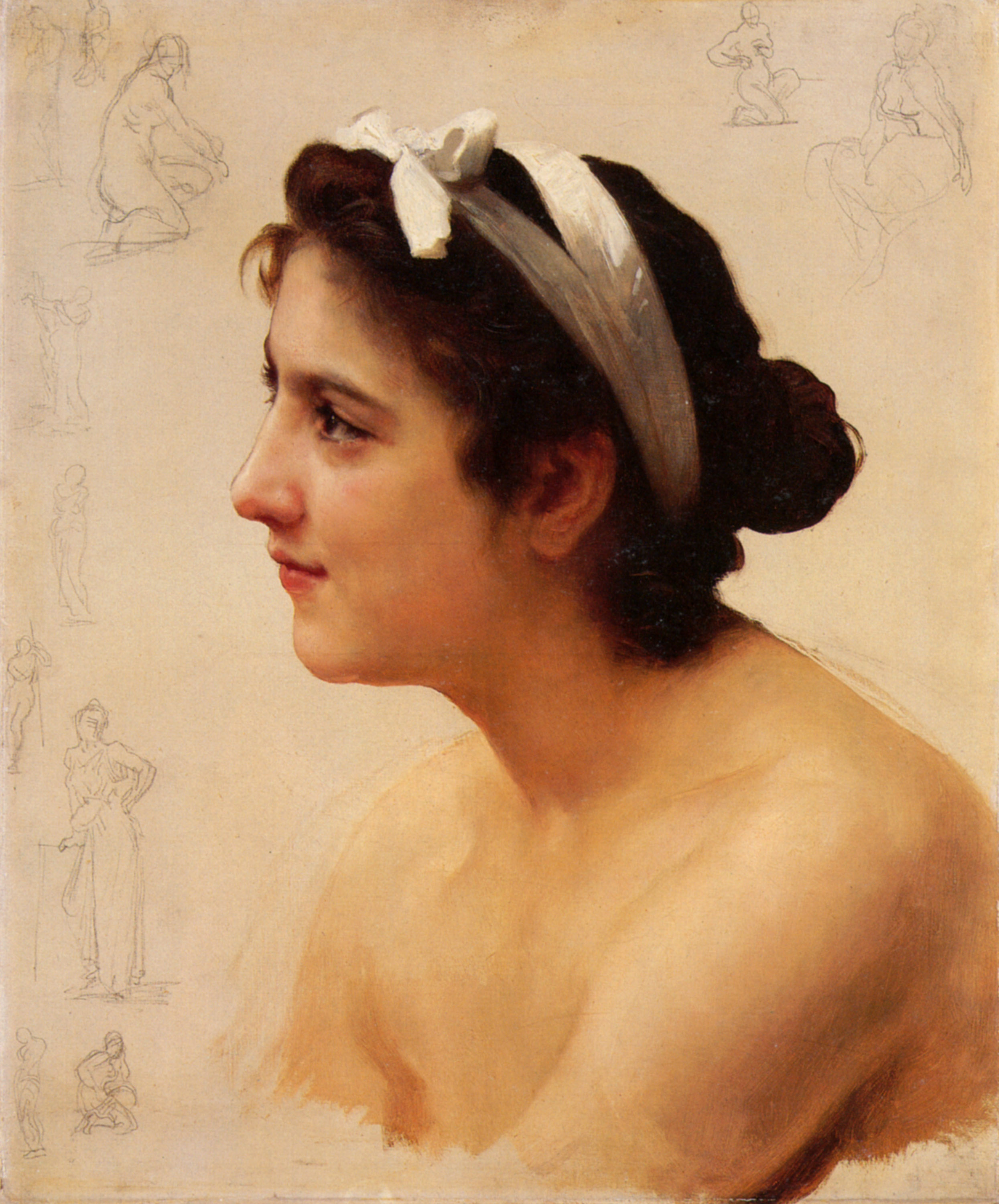
Étude de Bouguereau : Offrande à l'Amour.

 (juillet 2025).
Si vous disposez d'ouvrages ou d'articles de référence ou si vous connaissez des sites web de qualité traitant du thème abordé ici, merci de compléter l'article en donnant les références utiles à sa vérifiabilité et en les liant à la section « Notes et références ».
Pour l’article homonyme, voir Ingénue (album).
L'ingénue est un archétype de la jeune fille.

## Histoire
En droit romain, ingénu et ingénue sont des personnes nées libres et qui n'ont jamais été dans une servitude légitime. Par extension du sens, ce sont des personnes qui laissent voir avec naïveté leurs sentiments. 
Au XIXe siècle, la jeune fille ingénue apparait dans les fictions théâtrales au côté de la femme fatale ou de la demoiselle en détresse dans une composition d'ingénue, selon le registre romantique véritable, ou faussement romantique (on parle alors d'ingénue perverse).
Ce personnage enfantin aborde l'adolescence avec la fraîcheur des premières sensations érotisantes, qu'aucune perception personnelle de transgression de l'ordre moral ne vient altérer. D'où son succès dans les pièces, permettant des rebondissements truculents avec des personnages plus coincés.
Pendant la Belle Époque, la société bourgeoise en fit un fantasme véhiculé par cartes photographiques. La perversité n'était pas alors dans l'ingénue sur le papier.
L'entrée en scène de France Gall en débutante aux concours de l'Eurovision chantant les délices de la chanson ambigüe des Sucettes à l'anis, concoctée par un Serge Gainsbourg maître transcendant les paroles, montre que l'ingénuité de la nymphette n'est pas qu'un stéréotype fictionnel.

## Portraits
1. Agnès, personnage central de L'École des femmes de Molière, considérée comme la première ingénue du théâtre français.
2. Julie, "mignonne, aguicheuse, délurée et flamboyante" dans le Swimming Pool de François Ozon.
3. Catherine, fille à son papa du film Huit femmes, même réalisateur (remarque : bien que perverse, le personnage de Louise n'y est pas ingénue).
4. Sue Lyon jouant Dolores Haze, la Lolita de Stanley Kubrick.
5. Leelee Sobieski : nouveau type de Lolita pour Kubrick, quarante ans après le film homonyme, dans Eyes Wide Shut.
6. Le Petit Chaperon rouge : métaphore de l'appétit sexuel et de la nourriture dans un conte pour enfants, Tex Avery n'en fit pas abstraction dans Red Hot Riding Hood (1943).